# Andrew Graham
| 9 Metis | 25 de abril de 1848 |

Andrew Graham (Irlanda, 8 de abril de 1815 - 5 de novembro de 1908), foi um astrônomo irlandês.
Ele descobriu o asteróide 9 Metis em 1848 quando era empregado do Markree Observatory, no Condado de Sligo, Irlanda.